# Tarnovské Hory
Tarnovské Hory, dříve též Tarnovice (polsky Tarnowskie Góry  [[[Média:|tarˈnɔfskʲɛ ˈɡurɨ]]]IPA, německy Tarnowitz) jsou město v jižním Polsku ve Slezském vojvodství, sídlo stejnojmenného okresu. Leží na historickém území Horního Slezska v severní části katovické konurbace. V roce 2024 zde žilo 61 240 osob.
Město patří k oblasti s vysokým podílem slezské národnosti – při posledním sčítání lidu se takto označilo 32,7 % obyvatel tarnohorského okresu, ale většina z nich se také přihlásila k polské národnosti, takže 83,4 % obyvatel okresu se přihlásilo k polské národnosti (v Polsku lze uvést dvě národnosti).

## Historie a pamětihodnosti
Tarnovské hory jsou bývalé svobodné horní město založené v 16. století. Horní právo dostalo v roce 1526 od Jana II. Opolského. S dobýváním rud stříbra, zinku a olova je spjata značná část historie města a je od něj odvozeno i jméno města. Zdejší doly patřily v minulosti k největším těžebním oblastem ve střední Evropě. Důmyslný podzemní systém šachet, štol, galerií a jejich odvodňovací systém jsou natolik jedinečné, že nejvýznamnější stavby těžebního komplexu byly v roce 2017 zapsány na seznam světového kulturního dědictví UNESCO. Většina chráněných prvků se rozkládá v podzemí, na povrchu se nachází např. pozůstatky čerpacích stanic z 19. století, které svědčí o více než třísetleté hornické historii města. Vyčerpaná voda byla následně využívaná pro zásobování zdejšího průmyslu. Také zde byl 19. ledna 1788 uveden do provozu první parní stroj na území Pruského království (v rámci pevninské Evropy se jednalo už o třetí), který poháněl odvodnění rudných závodů.
Městská část Repty je proslulá Hornoslezským rehabilitačním centrem vybudovaným v 60. letech 20. století v prostředí bývalého zámeckého parku rodiny Henckel von Donnersmarck (novorenesanční zámek byl vypálen sovětskou armádou na konci druhé světové války a následně zbourán polskou komunistickou správou města jakožto „buržoázní“ a „německá“ památka).

## Geologie a geografie
Nejvyšším geografickým bodem města je Sucha Góra s nadmořskou výškou 352 m. Město se nachází v hrástu Garb Tarnogórski, který je součástí vysočiny Wyżyna Śląska (Slezská vysočina). Významné jsou výše uvedené těžby rud a kamene.

## Doprava
Tarnovské Hory jsou též významné železniční dopravou. Prochází tudy tzv. Uhelná magistrála, hlavní spojnice Horního Slezska a Baltu, od níž odbočuje trať místního významu do Opolí. Nachází se zde největší polské seřaďovací nádraží. Turistickou atrakcí představuje úzkorozchodná trať Bytom – Tarnovské Hory – Miasteczko Śląskie, jeden ze dvou pozůstatků kdysi rozvětvené sítě hornoslezských úzkorozchodek (Oberschlesische Schmalspurbahnen).

## Osobnosti
- Carl Wernicke (1848–1905) – německý neurolog a psychiatr, který objevil v lidském mozku tzv. Wernickeovou oblast spoluzodpovědnou za vývoj řeči.

## Partnerská města
- Békéscsaba, Maďarsko
- Bernburg, Německo
- Kutná Hora, Česko
- Méricourt, Francie

## Galerie

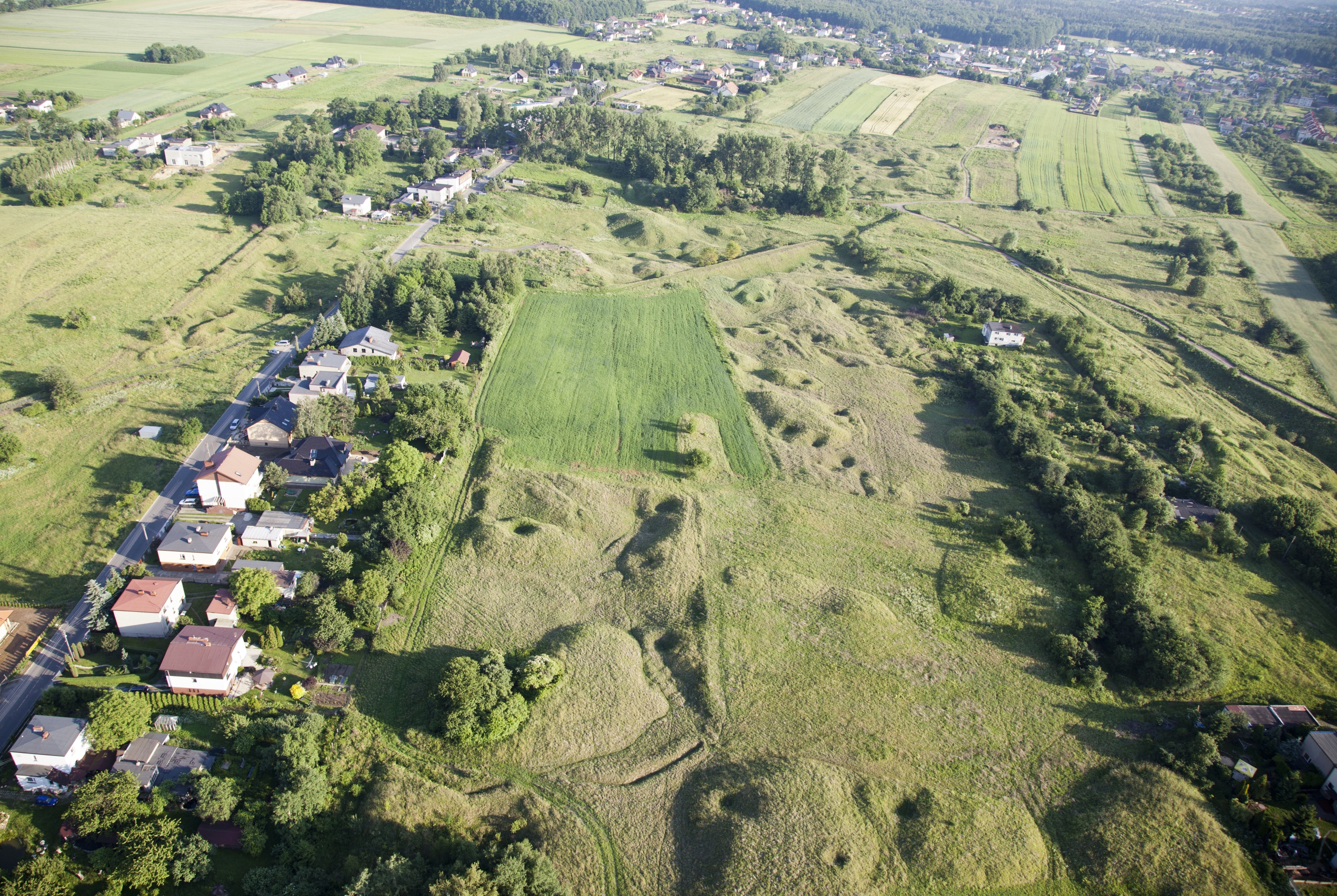
Post-těžební krajina v Tarnovských Horách
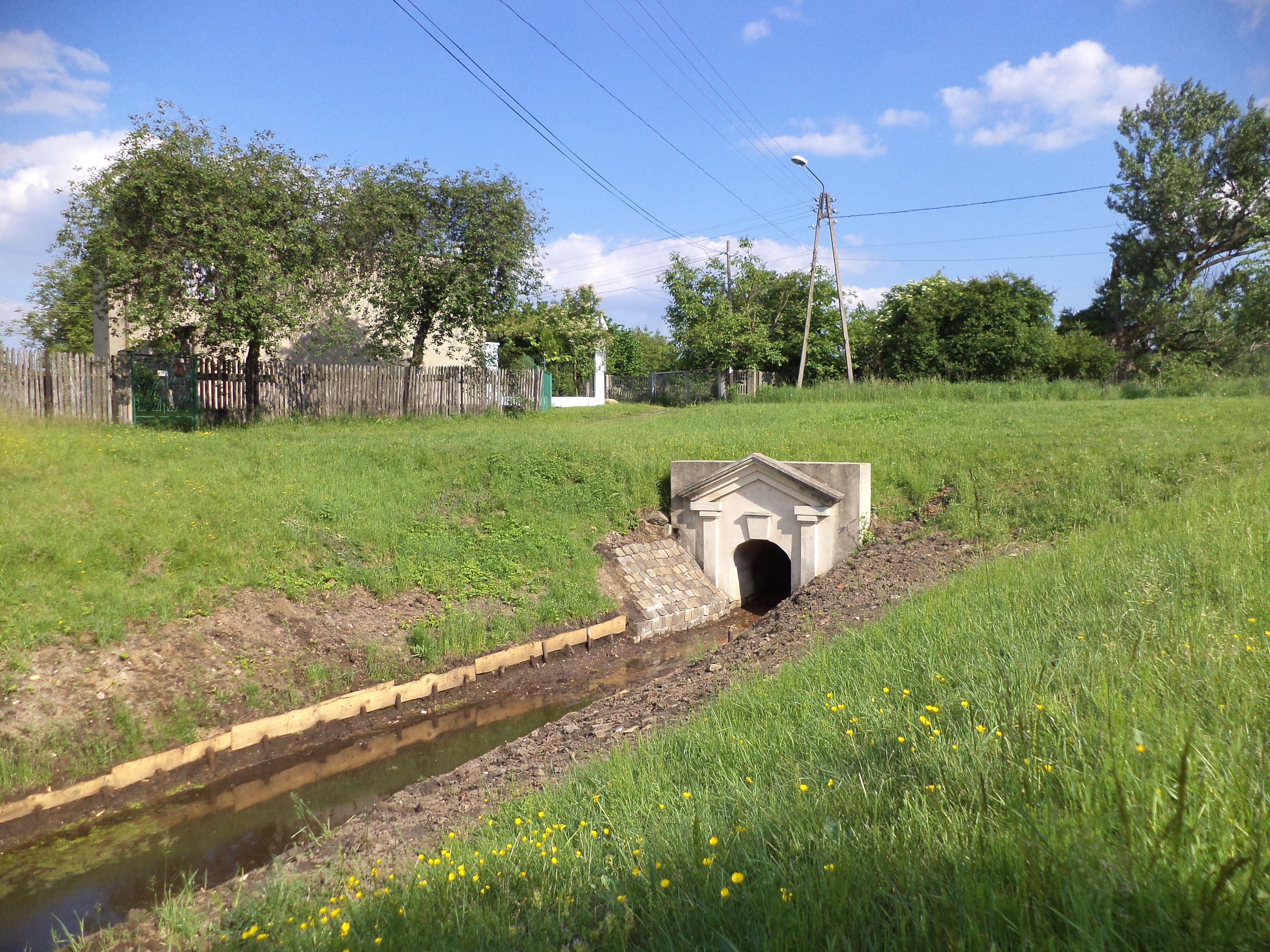
Portál a ústí štoly „Gotthelf“
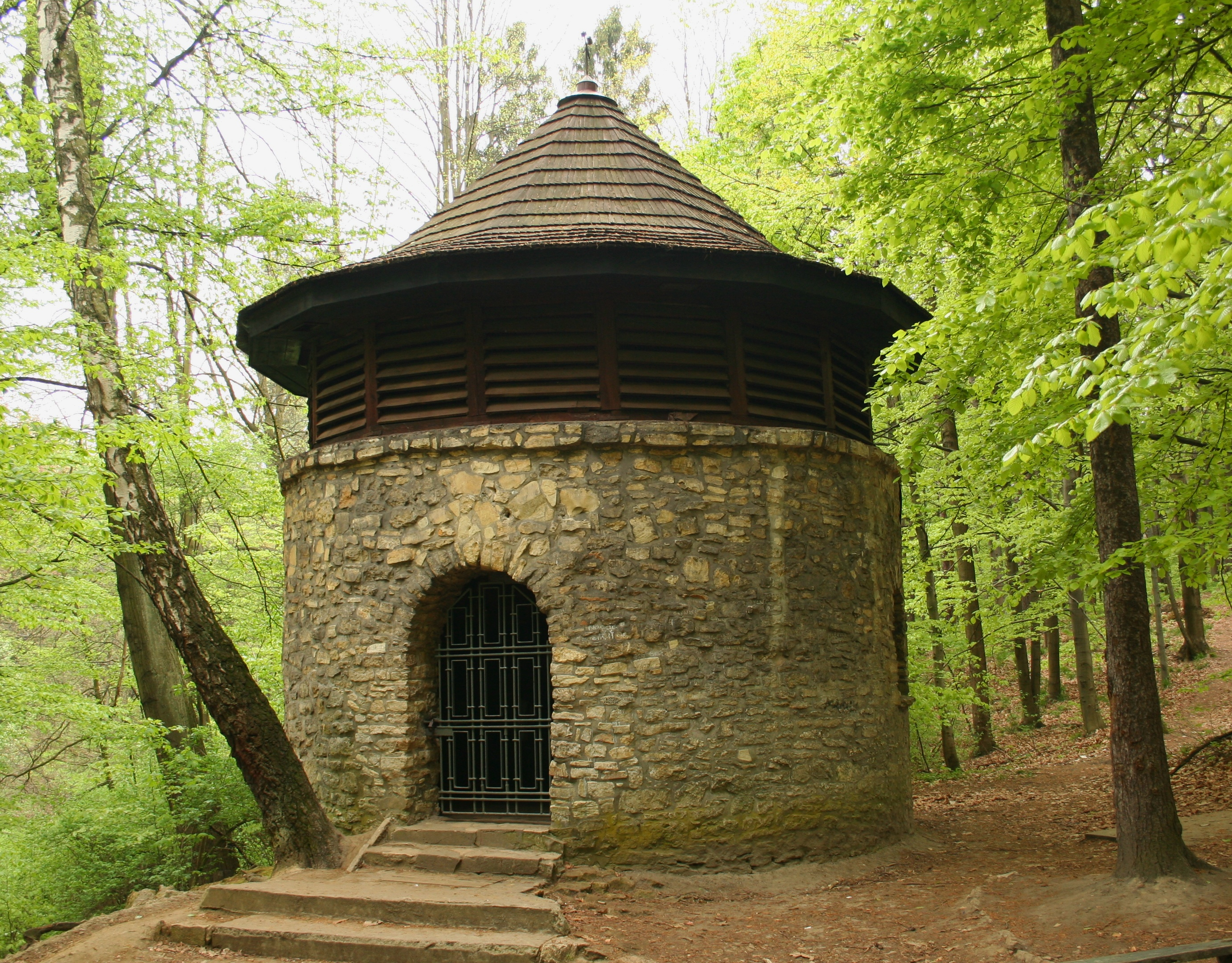
Štola „Tiefer-Friedrichstollen“, šachta Eva
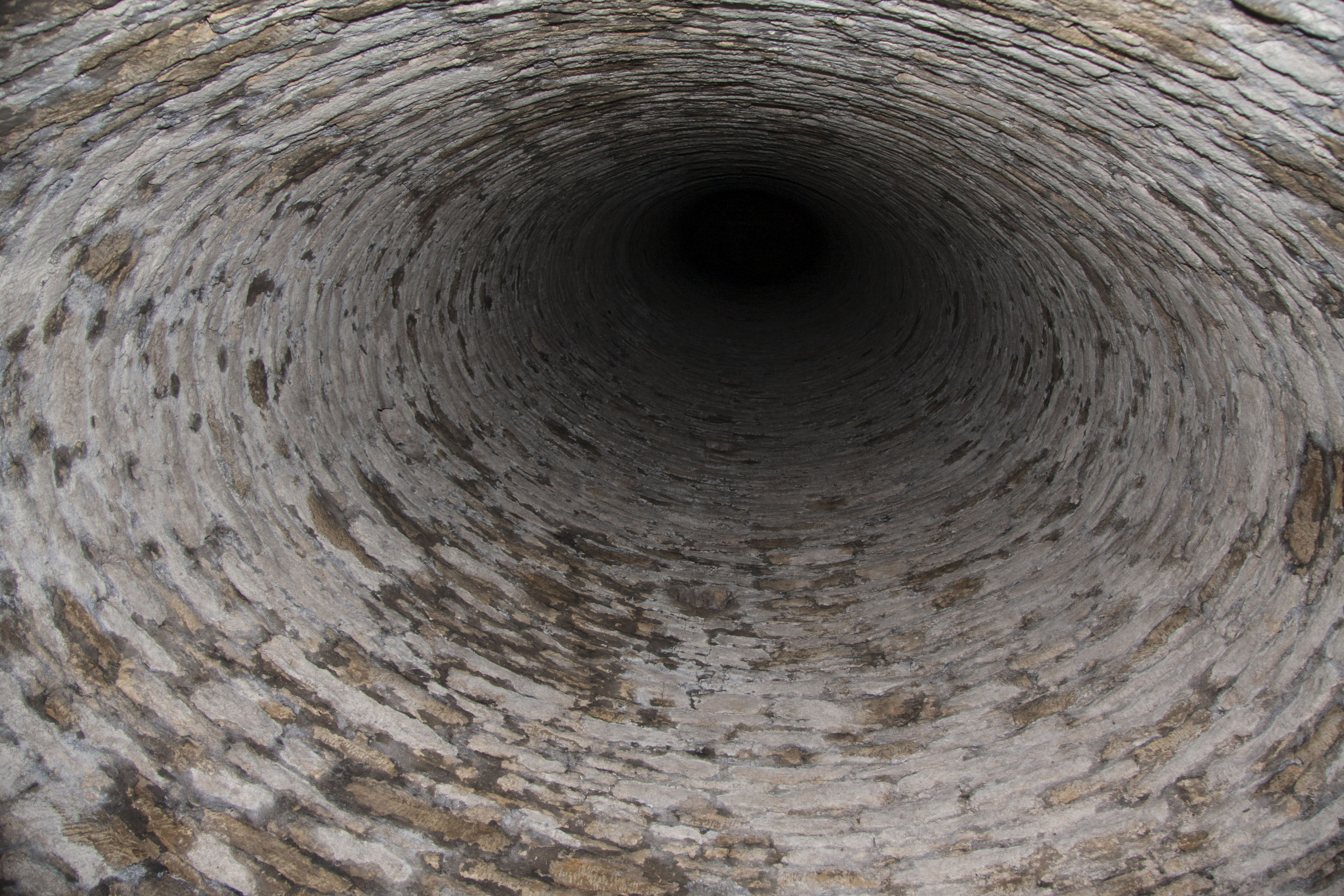
Štola „Tiefer-Friedrichstollen“, šachta № 5 („Adam“)
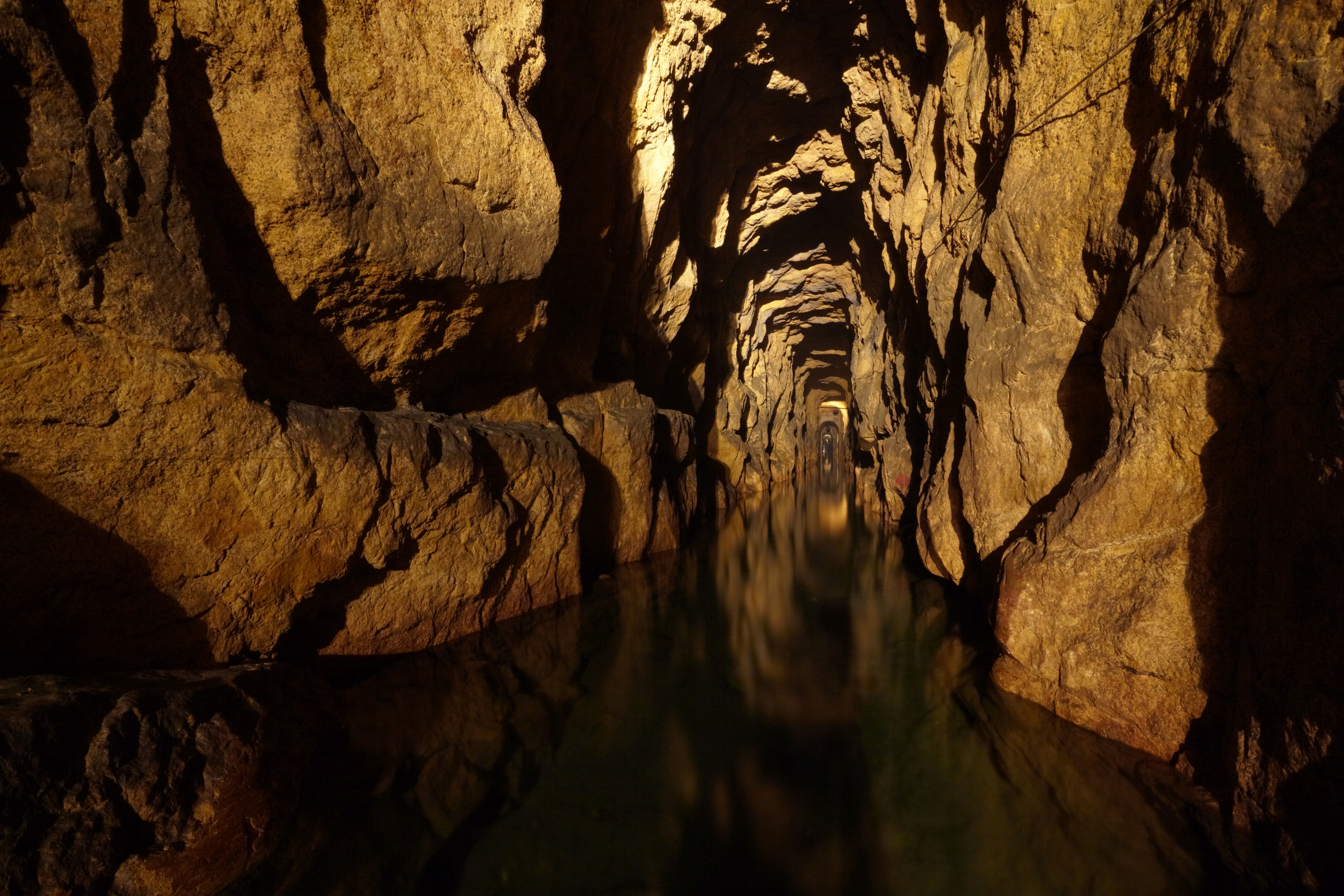
Štola „Tiefer-Friedrichstollen“, turistická cesta známá jako „Štola černého pstruha“